# Brzeźnica (Grande-Pologne)
Pour les articles homonymes, voir Brzeźnica.
Brzeźnica (prononcé en polonais : [bʐɛʑˈnit͡sa]) (en allemand : Briesenitz) est un village polonais de la gmina de Jastrowie dans la powiat de Złotów de la voïvodie de Grande-Pologne dans le centre-ouest de la Pologne.
Il se situe à environ 9 kilomètres à l'ouest de Jastrowie (siège de la gmina), 25 kilomètres à l'ouest de Złotów (siège du powiat), et à 116 kilomètres au nord de Poznań (capitale de la Grande-Pologne).
Le village possède une population de 690 habitants.

## Histoire
De 1815 à 1945, Briesenitz fait partie de l'arrondissement de Deutsch Krone dans le district de Marienwerder au sein de la province de Prusse-Occidentale
De 1975 à 1998, le village faisait partie du territoire de la voïvodie de Piła.

Depuis 1999, Brzeźnica est situé dans la voïvodie de Grande-Pologne.